# Wspólnota administracyjna Seenplatte
Wspólnota administracyjna Seenplatte (niem. Verwaltungsgemeinschaft Seenplatte) – wspólnota administracyjna w Niemczech, w kraju związkowym Turyngia, w powiecie Saale-Orla-Kreis. Siedziba wspólnoty znajduje się w miejscowości Oettersdorf.
Wspólnota administracyjna zrzesza dwanaście gmin wiejskich (Gemeinde): 
1. Dittersdorf
2. Görkwitz
3. Göschitz
4. Kirschkau
5. Löhma
6. Moßbach
7. Neundorf (bei Schleiz)
8. Oettersdorf
9. Plothen
10. Pörmitz
11. Tegau
12. Volkmannsdorf

Do 31 grudnia 2018 do wspólnoty należała gmina Bucha, ale dzień później została przyłączona do gminy Knau. Do 30 grudnia 2019 do wspólnoty należały gminy Dreba oraz Knau, ale następnego dnia zostały przyłączone do miasta Neustadt an der Orla i stały się automatycznie jego dzielnicami.